# August Reimann (Verwaltungsjurist)
August Reimann (* 21. Januar 1908 in München; † nach 1947) war ein deutscher Verwaltungsjurist und Landrat.

## Leben
Reimann trat zum 1. Oktober 1930 in die NSDAP ein (Mitgliedsnummer 310.174). Nach dem Studium der Rechtswissenschaften kam August Reimann als Assessor zur Regierung von Oberbayern. Am 1. Juni 1938 zum Regierungsrat ernannt, wurde er dem Bezirksamt Wolfratshausen zugewiesen. Im April 1940 wurde er in das Staatsministerium des Innern berufen, musste bis zum 17. Februar 1942 Kriegsdienst leisten und wurde danach zum Reichsministerium für die besetzten Ostgebiete abgeordnet. Im März 1943 als Landrat zum Landkreis Markt Eisenstein abgeordnet, nahm er dieses Amt bis zu seiner Abberufung im April 1945 wahr. 
Nach dem Krieg fand er wieder eine Beschäftigung in der öffentlichen Verwaltung und kam zum Landratsamt München, wo er später Oberregierungsrat wurde.